# Popsy
Popsy (titre original : Popsy) est une nouvelle de Stephen King publiée pour la première fois en 1987 dans l'anthologie Masques II: All-New Stories of Horror and the Supernatural, puis reprise dans l'anthologie Territoires de l'inquiétude en 1992 et dans le recueil Rêves et Cauchemars en 1993.

## Résumé
Sheridan, un homme accro aux jeux de cartes se retrouve avec une dette de dix-sept milles dollars envers Mr. Reggie, le propriétaire du casino dans lequel il joue. Ce dernier lui laisse alors une semaine pour réunir cet argent sans quoi il sera "bricolé" par ses hommes de main, et lui propose de contacter Mr. Sorcier, un Turc au fort accent en recherches d'enfants "pour les emmener en croisière" selon ses propres dires.   
Sheridan travaille alors pour Mr. Sorcier, et se retrouve à enlever un enfant de 6 ans environ, perdu devant un centre commercial. Alors qu'un vigile se fait interpeller par une fille de l'accueil, Sheridan s'approche de l'enfant qui lui dit avoir perdu son Popsy, et l'emmène dans sa camionnette bleue pour le chercher ensemble. Il attache l'enfant qui débat et le mord au sang, Sheridan comparant ses dents à des lames de rasoir. De plus, l'enfant semble faire preuve d'une force exceptionnelle pour son gabarit, allant jusqu'à tordre la barre en acier à laquelle il est attaché.  
Pendant que l'enfant et Sheridan se dirigent vers le ranch de Mr. Sorcier, l'enfant affirme que son Popsy est très fort, arrive à le sentir, sait voler, et retrouvera Sheridan et lui fera regretter cet enlèvement. Ce dernier ne le croit pas, jusqu'à ce qu'il voie une sorte d'énorme chauve-souris se poser sur l'avant de sa camionnette, arracher sa portière et l'en sortir violemment. Sheridan connecte alors plusieurs informations qui le pousse à croire que l'enfant et son Popsy sont des vampires. Ces derniers finissent par l'égorger et boivent son sang avec leurs mains mises en coupelle.      

## Genèse
La nouvelle a été publiée initialement en juin 1987 dans l'anthologie Masques II: All-New Stories of Horror and the Supernatural, éditée par J. N. Williamson, puis traduite en français par Hélène Collon dans le recueil Territoires de l'inquiétude, coll. Présence du fantastique, no 4, paru aux éditions Denoël. Elle a été par la suite intégrée au recueil Rêves et Cauchemars.

## Intertextualité
Stephen King sous-entend dans la postface de Rêves et Cauchemars que le vampire de cette nouvelle et celui du Rapace nocturne ne font qu'un.

## Adaptations
- En 1992, la nouvelle est adaptée en bande dessinée dans le cadre de l'anthologie Masques: An Anthology of Elegant Evil[3].
- Popsy, court métrage réalisé par John Lerchen en 2012[4].
- Popsy, court métrage produit et réalisé par Julien Homsy en 2016[5].